# حي فرحان (أبين)
حي فرحان هو أحد أحياء مدينة زنجبار في محافظة أبين اليمنية. بلغ تعداد سكانه 4073 نسمة حسب التعداد السكاني في اليمن لعام 2004.